# День Победы (Турция)
День Победы (тур. Zafer Bayramı) — национальный праздник Турции и частично признанной Турецкой Республики Северного Кипра. Отмечается ежегодно с 1924 года (на официальном уровне — с 1935 года) в ознаменование победы в битве при Думлупынаре, решающем сражении во второй греко-турецкой войне.
День Победы отмечается в Турции и на Северном Кипре и является праздником турецких вооруженных сил. Основное празднование проводится в Аныткабире в Анкаре, где президент Турции возлагает венки с чиновниками, а затем произносит речь. Церемония также проводится в Военной академии в Стамбуле, в этот день проводятся различные военные мероприятия, в крупных городах по всей стране проводятся парады, в Анкаре также проводится национальный парад в честь праздника. 30 августа является днем выпуска в военных училищах Турции. Пилотажная эскадрилья Турецкие Звёзды проводит авиашоу над Думлупынаром. Вечером в крупных городах проходят праздничные концерты в честь военнослужащих. Президент Турции, исполняющий обязанности Главнокомандующего, проводит мероприятия в Президентском комплексе.